# 12835 Stropek
12835 Stropek (1997 CN13) là một tiểu hành tinh vành đai chính.